# Hans Watzek

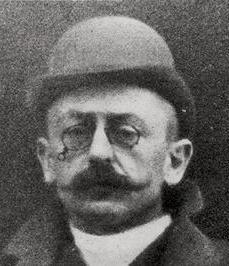
Hans Watzek, 1899

Hans (Johann) Josef Watzek (Bílina, Böhmen 20 december 1848 - 12 mei 1903) was een Oostenrijks fotograaf. Hij wordt gerekend tot de stroming van het picturalisme.

## Leven en werk
Watzek werd geboren in Bohemen en bezocht de kunstacademies in Leipzig en München. Vervolgens werd hij tekenleraar in Chomutov en later te Wenen.
In 1890 begon Watzek met fotograferen en in 1891 sloot hij zich aan bij de ‘Wiener Camera-Klub’, waar hij Hugo Henneberg en Heinrich Kühn leerde kennen. Vanaf 1894 zouden de drie fotografen intensief met elkaar gaan samenwerken en van 1897 tot 1903 exposeerden ze als de ‘Wiener Kleeblatt’ in tal van Europese landen, waaronder Duitsland, Italië en Nederland. Ze publiceerden hun werk onder andere in Die Kunst in der Photographie. Het drietal had grote invloed op de Tsjechisch-Oostenrijkse fotograaf Rudolf Koppitz.
Watzek was een groot pleitbezorger voor de fotografie als zelfstandige kunstvorm. Hij streefde een schilderachtige vorm van fotograferen na. Als onderwerp koos hij veelvuldig voor stemmige landschappen, die in zijn visie een soort ‘totaal-atmosfeer’ moesten uitdrukken. Ook maakte hij veel portretten. Watzek ontwikkelde nieuwe procedés voor gomdruk-technieken en staat bekend als de eerste die een driekleuren-gomdruk gebruikte.
Van 1898 tot 1902 correspondeerde Watzek ook met de Amerikaanse pionier van de kunstfotografie Alfred Stieglitz. Hij overleed in 1903 ten gevolge van een bloedziekte. Stieglitz publiceerde in 1906 enkele van zijn foto’s in zijn toonaangevende fotografietijdschrift Camera Work.
Watzek was lid van de Britse fotoclub 'Linked Ring'.

## Galerij

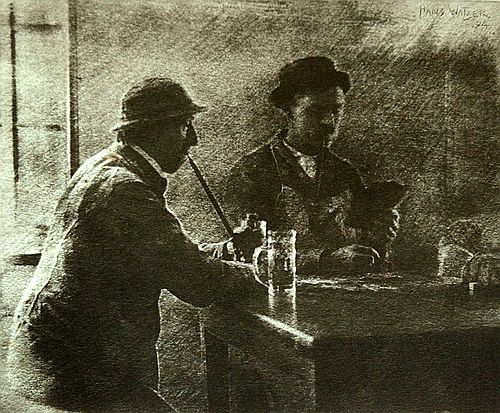
Der Kiebitz, 1897, in Die Kunst in der Photographie
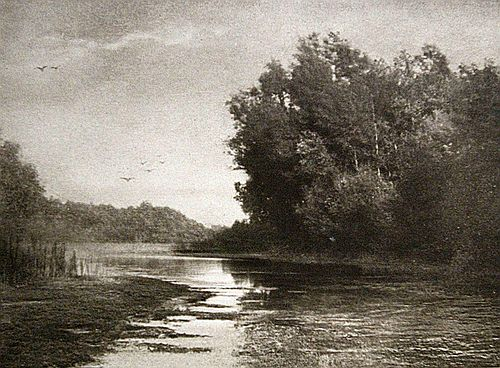
An der Donau, 1894
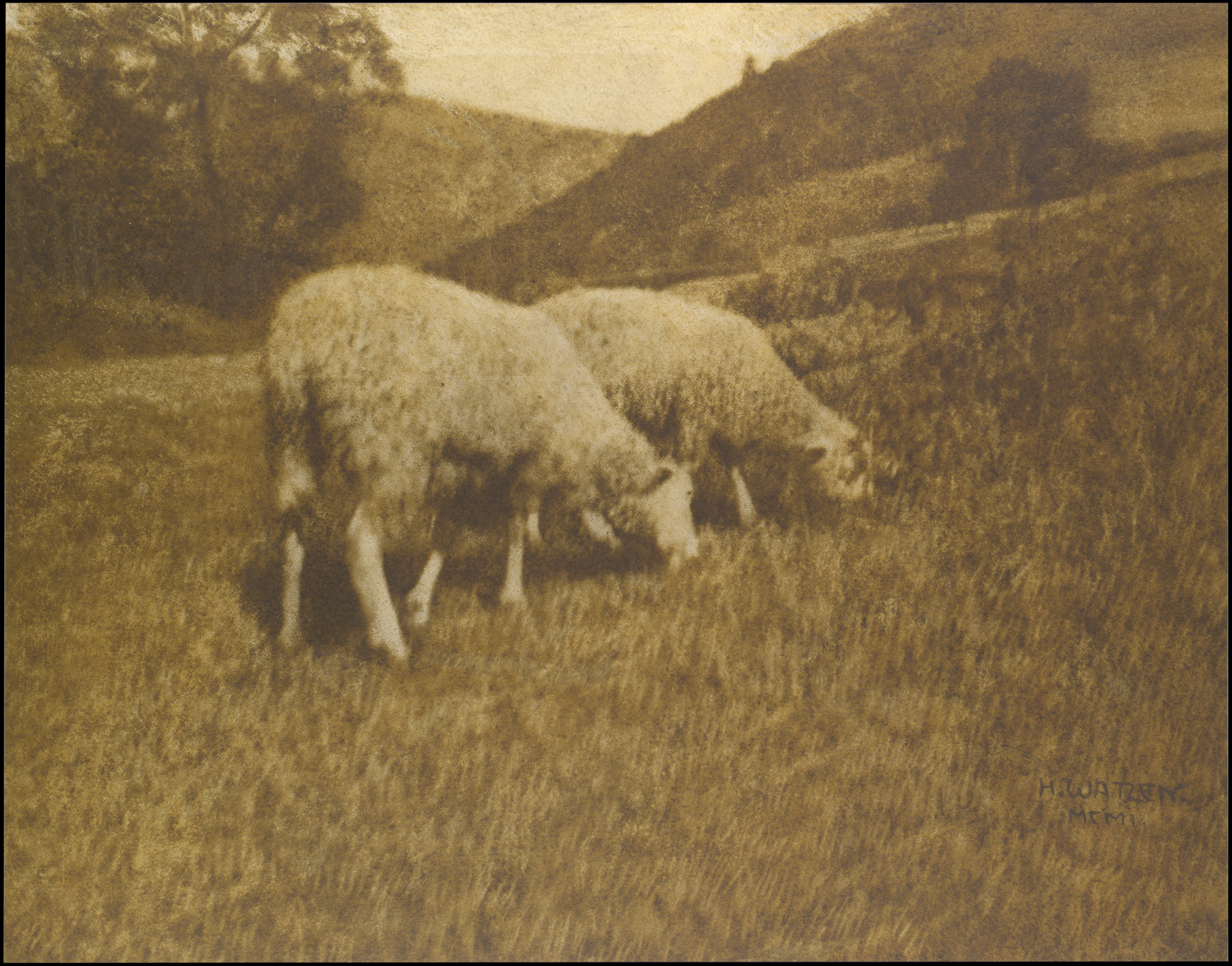
Schafe, 1901
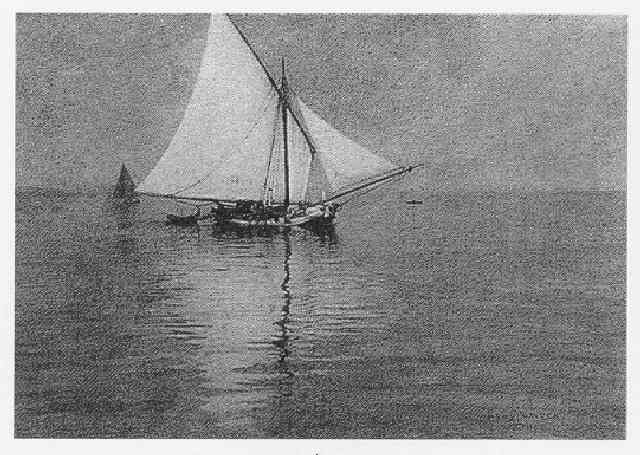
Het witte zeil, in Camera Work
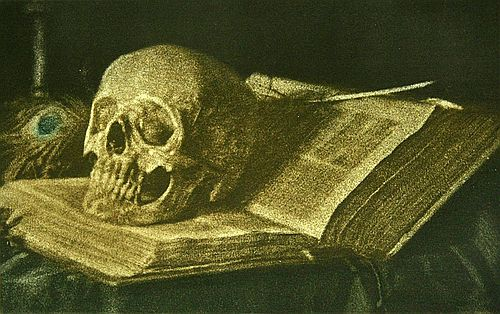
Stilleben, 1898
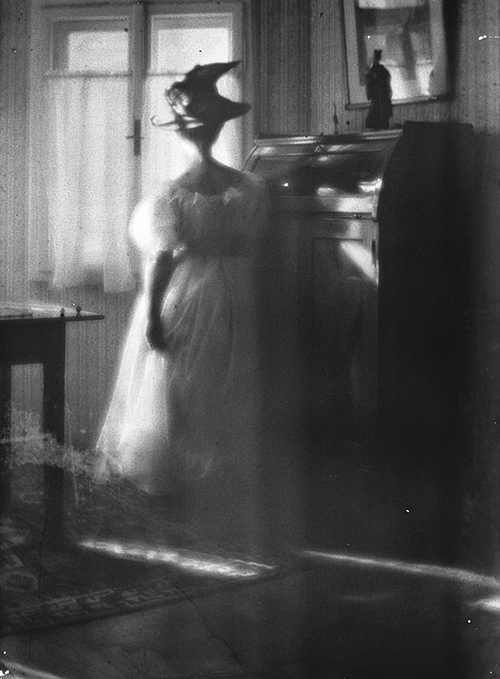
Frauenbild, ca. 1900
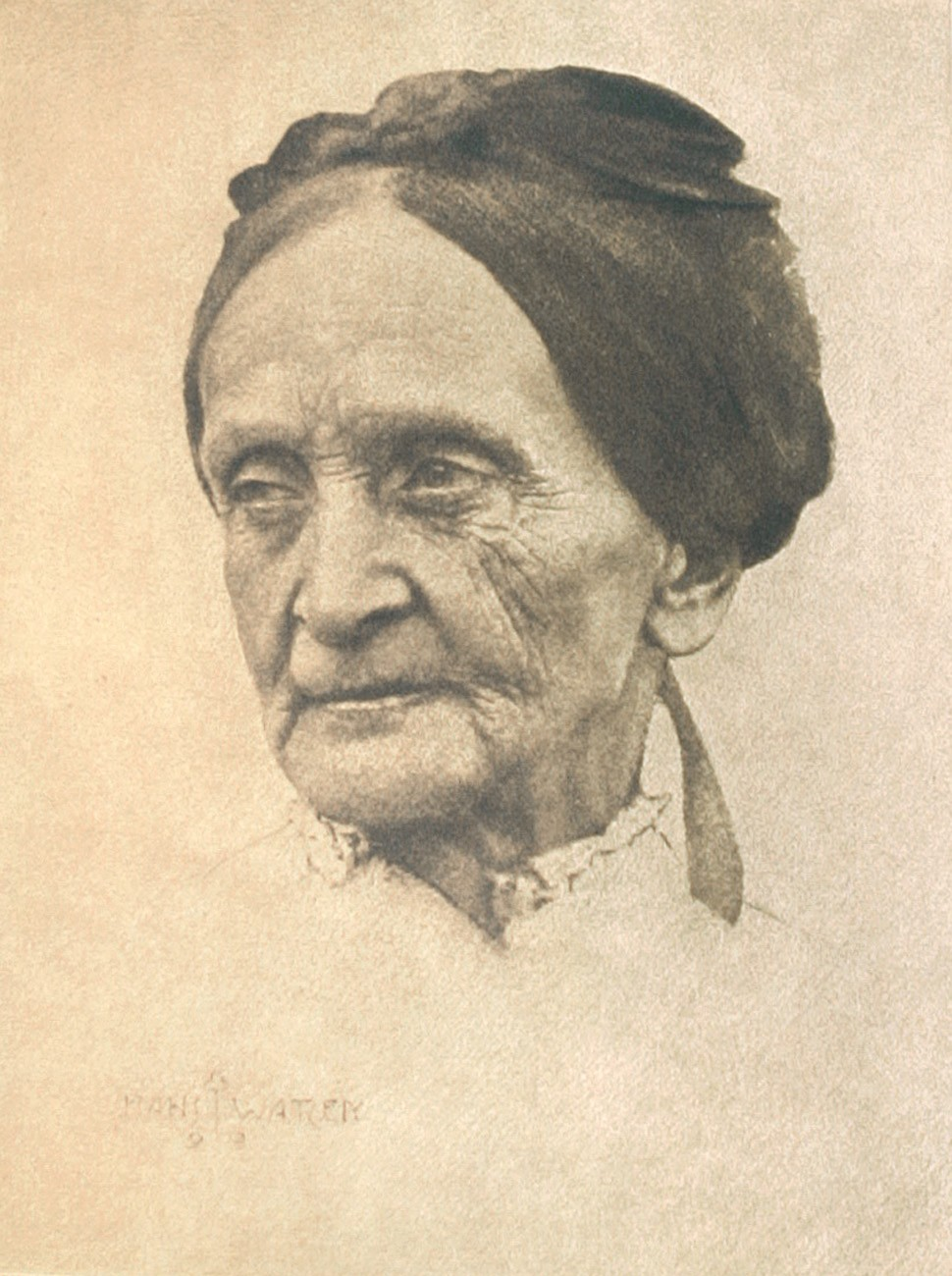
Alte Frau, 1901
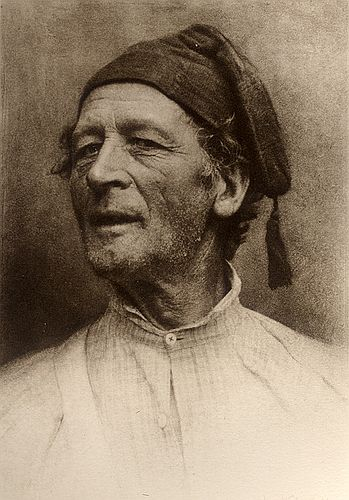
Porträt, ca. 1900
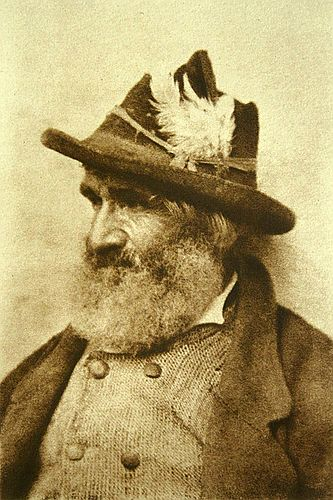
Un Tirolien, 1894
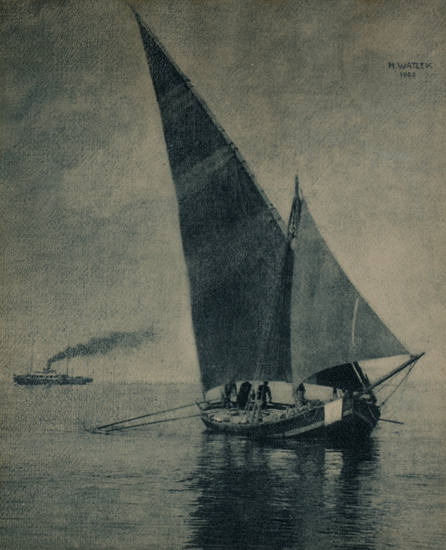
Segelbot